# Nicole Vidal
Pour les articles homonymes, voir Vidal.
 (janvier 2022).
Si vous disposez d'ouvrages ou d'articles de référence ou si vous connaissez des sites web de qualité traitant du thème abordé ici, merci de compléter l'article en donnant les références utiles à sa vérifiabilité et en les liant à la section « Notes et références ».
Nicole May Vidal, née le 16 mai 1928 à Haïphong et morte le 24 avril 2003 à Tournan-en-Brie, est une romancière française.

## Œuvres
Ses romans, destinés aux lecteurs jeunes et adultes, ont pour la plupart des intrigues historiques :
- Voyage en Chine (1954)
- Emmanuel ou le Livre de l'homme (1960)
- Néfertiti (1961)
- Yang Kouei Fei (1963)
- Le Prince des steppes (1967) Éditions de l'amitié-G. T.-Rageot, coll. Bibliothèque de l'amitié-Histoire, no 5
- Les Jours dorés de K'Ai-Yuan (1970), illustrations M. Pitoëff, photographies de J. A. Lavaud et Giraudon (Musée Cernuschi), Éditions de l'amitié-G. T.-Rageot, coll. Bibliothèque de l'amitié-Histoire, no 17
- La Conspiration des parasols (1972) Éditions de l'amitié-G. T.-Rageot, coll. Bibliothèque de l'amitié-Histoire
- Nam de la guerre (1975) Éditions de l'amitié-G. T.-Rageot, coll. Bibliothèque de l'amitié. Réédité en 2000, Éditions Acte Sud Junior, coll. Les couleurs de l'Histoire no 7.